# Quân hàm quân đội Ả Rập Saudi
Quân hàm và cấp bậc của Lực lượng vũ trang Ả Rập Saudi

## Sĩ quan Lục quân

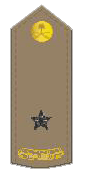
Thiếu úy (tiếng Ả Rập: ملازم)
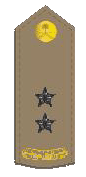
Trung úy (tiếng Ả Rập: ملازم أول)
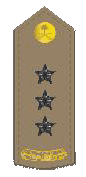
Đại úy (tiếng Ả Rập: نقيب)
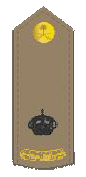
Thiếu tá (tiếng Ả Rập: رائد)
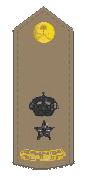
Trung tá (tiếng Ả Rập: مقدم)
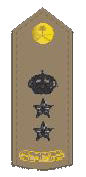
Đại tá (tiếng Ả Rập: عقيد)
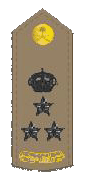
Chuẩn tướng (tiếng Ả Rập: عميد)
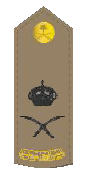
Thiếu tướng (tiếng Ả Rập: لواء)
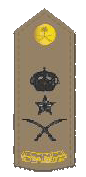
Trung tướng (tiếng Ả Rập: فريق)
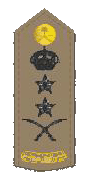
Đại tướng (tiếng Ả Rập: فريق أول)

## Hạ sĩ quan Lục quân

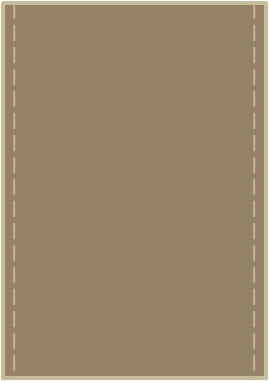
Binh nhì (tiếng Ả Rập: جندي)
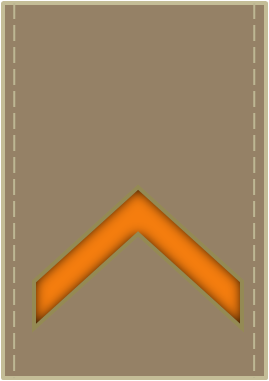
Binh nhất (tiếng Ả Rập: جندي أول)
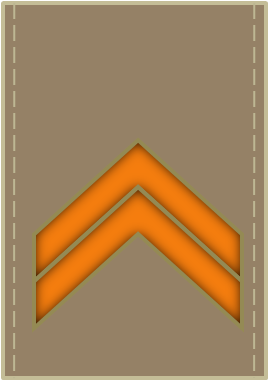
Hạ sĩ (tiếng Ả Rập: عريف)
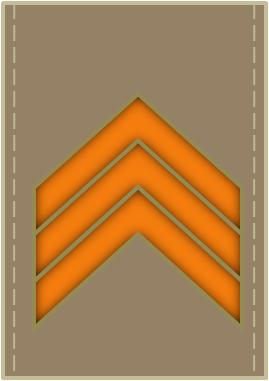
Phó Trung sĩ (tiếng Ả Rập: وكيل رقيب)
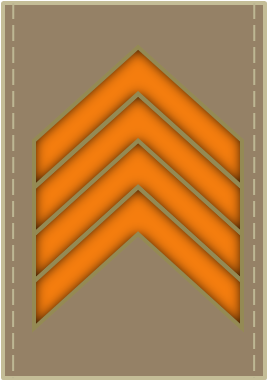
Trung sĩ (tiếng Ả Rập: رقيب)
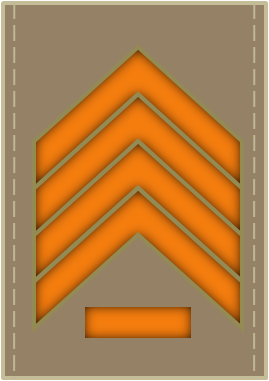
Trung sĩ nhất (tiếng Ả Rập: رقيب أول)
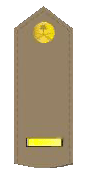
Thượng sĩ (tiếng Ả Rập: رئيس رقباء)